# Goguryeo
Goguryeo (en hangul, 고구려; en hanja, 高句麗; romanización revisada, Goguryeo; McCune-Reischauer, Koguryŏ) fue un antiguo reino que comprendía el sur de Manchuria (noreste de China), el sur de la provincia marítima rusa y las zonas norte y central de la península de Corea.
Junto a Baekje y Silla, Goguryeo era uno de los denominados «Tres Reinos de Corea». Actualmente, el reino Goguryeo se considera una parte importante de la historia de Corea. También se lo tiene por un antecedente importante de la región de Manchuria por la gente de China. Goguryeo disputó a los demás Estados coreanos el control de la península, y mantuvo relaciones con otros países vecinos como China y Japón.
El Samguk Sagi, un documento del reino de Goryeo del siglo XII, indica que Goguryeo fue fundado en el año 37 a. C. por Jumong (주몽), un príncipe de Buyeo. Sin embargo, existen documentos y datos arqueológicos que indican que la cultura de Goguryeo quizá existía ya desde el siglo II a. C., tras la caída de Gojoseon, un reino más antiguo que también ocupó la zona sur de Manchuria y el norte de Corea.
Fue una de las principales potencias de Asia oriental hasta que fue vencido por los ejércitos coligados de Silla y la dinastía china de los Tang en el año 668. Tras su derrota, su territorio fue dividido entre la dinastía Tang, el reino unificado de Silla y Balhae. Puede que parte del territorio también pasase a manos de los Kitán, quienes aún tenían una organización tribal por esta época.

## Historia

### Fundación de Goguryeo (c. 37 a.C.)

Situación anterior a la fundación de los Tres Reinos, hacia el año 1 d. C.

Según el clásico coreano Samguk Sagi y otro libro Samguk Yusa, un príncipe llamado Jumong huyó desde Buyeo después de los conflictos entre los príncipes de Buyeo y estableció el reino Goguryeo en 37 a. C. cerca de Jolbon, que se creen ubicar en el centro del río Yalu en torno a la actual frontera entre China y Corea del Norte. 
En el clásico chino Han Shu, el nombre Goguryeo o "高句麗" apareció primera vez en 113 a. C., como una región bajo de control Xuantu. Un libro del período Tang, el Taizong de Tang, dice que la historia de Goguryeo era más o menos 900 años. Sin embargo, se cree que un grupo de Yemaek (el pueblo proto-Goguryeo), probablemente, se rebeló contra los chinos y emigró al oeste del río Amnok. 
Existen pruebas arqueológicas de que las tribus yemaek formaron la unidad política centralizada, pero no hay una pruebas claras de que el pueblo yemaek se identificara ya como Goguryeo.
Al establecer un poder centralizado, el reino se formó con el pueblo de Buyeo y el pueblo yemaek, porque los poderosos Buyeo migraron al territorio de los yemaek y los integraron. La sección Los cuentos del hombres del Este contenida en el San Guo Zhi ('Historia de los Tres Reinos') sugiere que el pueblo de Buyeo y los yemaek estaban conectados étnica y lingüísticamente.

### El mito de Jumong

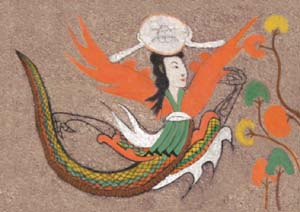
Imagen de figura mitóloga de Goguryeo en la tumba Ohoe 4

La mención más antigua sobre Jumong apareció en el monumento de Gwanggaeto en el siglo IV. Allí se dice que Jumong fue el primer rey y el ancestro de todos reyes de Goguryeo y que originalmente era príncipe de Buyeo, Jumong tenía un arco sagrado. El Samguk Sagi y el Samguk Yusa describen detalles adicionales sobre él: Yuhwa, la madre (en Hangul: 유화), era la hija del dios de los ríos, Habaek y Hae mosu, el padre habría sido un hombre poderoso, príncipe del cielo. El dios del río persiguió a Yuhwa hasta el río Ubal (Hangul: 우발수; Hanja: 優渤水) debido a su embarazo, donde conoció y se hizo la concubina del rey Geumwa de Buyeo.
Jumong es famoso por su habilidad con el arco, cosa que causó la envidia de otros príncipes, por lo que Jumong tuvo que huir a otra región. Sin embargo, existen desacuerdos sobre su destino en los registros, la estela del Gwanggaeto y otros textos coreanos se contradicen entre sí: el primero lo sitúa en Bukbuyeo (Norte Buyeo) y; Samguk Yusa y Samguk Sagi como Dongbuyeo (Este Buyeo). Jumong finalmente llegó a la confederación Jolbon donde se casó con So Seo-no (en alfabeto hangul:소서노), la hija del líder local. Gradualmente llegó a ser coronado como rey, fundando el reino Goguryeo junto a grupos de migrantes venidos desde Buyeo. 
Se dice que su apellido fue "Hae" (解), que usó en la corte Buyeo, pero posteriormente cambió su apellido a "Go" (高), literalmente alto, para mostrar su linaje de sangre pura. Invadió las tribus de Biryu (비류국, 沸流國) en 36 a. C., Haeng-in (행인국, 荇人國) en 33 a. C., y Okjeo en 28 a. C.

### Centralización y primera expansión (mediados del primer siglo)
Goguryeo evolucionó desde una alianza de las tribus yemaek, hasta convertirse en estado hegemónico y que rápidamente extendió su dominio. Bajo Taejo de Goguryeo, el territorio se reorganizó en cinco distritos centralizados en 53 d. C., encargando el control de cada uno los militares y diplomacia al rey.
La primera expansión se basó en el árido territorio en torno al sur y centro de Manchuria y norte de Corea dónde encontraron dificultad para ampliar los campos de cultivo. Esto da una presunción que Goguryeo tuvo que buscar los recursos atrás su dominio e invadir estados cercanos para dominarlos económicamente y políticamente.
Taejo conquistó los pequeños estados como Okjeo y Dongye en la parte noreste de la península coreana y otros en sureste Manchuria. Ganando crecimiento de los recursos humanos y naturales, el rey Taejo subyugó cuatro colonias: Lelang, Xuantu y Liadong en Corea; y Liadong en China, todas ellas establecidas por la dinastía Han china después de la caída de Gojoseon.
Tras terminar sus campañas de conquista, Taejo permitió la influencia de unos poderosos conquistadores, obligándolos dar información al gobernador sobre la linaje entre la colonia y la corte de Goguryeo con tributos. El rey Taejo y los sucesores utilizaron estos recursos por conductos militares, continuando expansión al norte y oeste. Este proceso ayudaba asimilación de los linajes de las tribus a la corte de Goguryeo. El línaje de sucesión se cambió de seguir el orden patrilineal.
La rápida expansión de Goguryeo significa el contacto directo con los militares en Liaodong a la frontera oeste del reino. La presión de los chinos forzaba el traslado de la capital de Goguryeo al valle del río Yalu cerca de la forteza Hwando.

### Guerra de Goguryeo-Wei (244)
Por de la caída de la dinastía Han, cuatro antiguas colonias de Han se controlaron por varios influyentes. Como agresivos militares rodearon de Goguryeo, el reino trató de establecer relación diplomática con la dinastía china Wei y envió los delegados en 220. En 238, Goguryeo formó la alianza oficialmente con Wei para derrotar unas fuerzas en Liadong.
Cuando Wei ocupó toda parte de Liadong, la alianza se rompió entre Goguryeo y Wei, resultando unas batallas en la parte oeste de Liaodong en 242 que fue la señsl de la guerra entre los dos estados. El contraataque empezó en 244 por Wei y Goguryeo ensayó detener los pasos chinos a Corea, incluso atacó unas fortalezas chinas. Pero Goguryeo adversamente sufrió un fuerte ataque y los poderes de Wei deshicieron la corte de Hwando. A medida que Goguryeo perdió su dominio en la guerra, el rey Dongcheon de Goguryeo y sus militares evacuaron a Okjeo por tiempo.

### Recuperación y expansión (300-390)

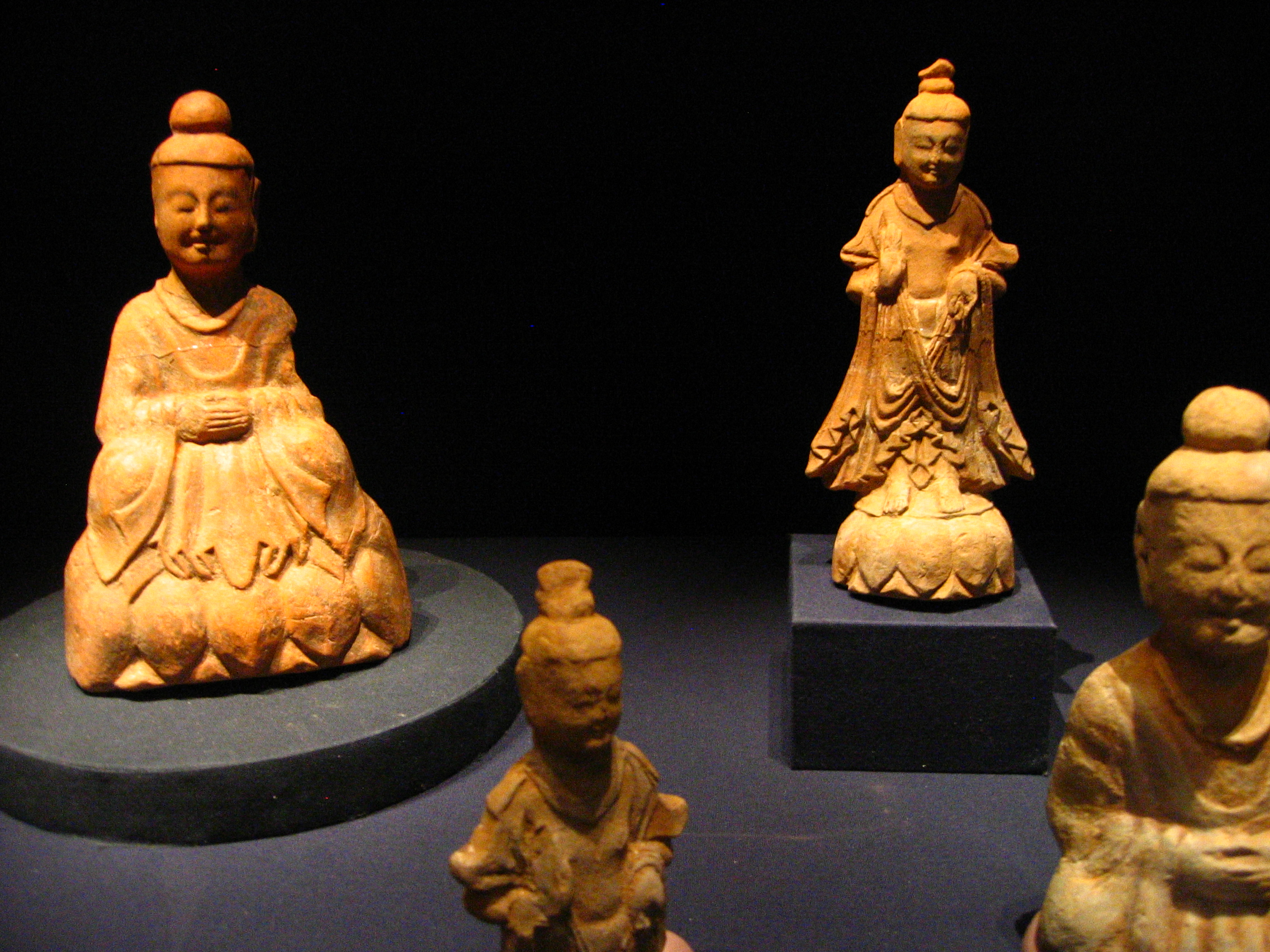
Imágenes Buddhas y bodhisattvas descubiertas en Wono-ri, Goguryeo.

Las fuerzas de Wei pensaban Goguryeo había roto y salieron a su territorio. Sin embargo, Goguryeo construyó un fuerte y la capital de Hwando y empezó atacar a Liadong, Lelang y Xuantu. Como Goguryeo extendió su fuerza a la península Liaodong, la última colonia china, Lelang fue conquistada y unida por el rey Micheon de Goguryeo en 313, asegurando todo control de la norte región en Corea. Esta conquista causó al fin de la influencia china en el norte de Corea durante 400 años.
Desde este momento, continuaba disputa por la hegemonía entre tres reinos de Corea desde el siglo Ⅶ.
En 342, Xianbei de Yan anterior chino atacó a Goguryeo y destruyó la capital, Hwando que complelió la huida del rey Gogukwon. Xianbei exprimieron a la gente de Goguryeo como los escalvos, mientras que otro reino norte de Goguryeo, Buyeo también se cayó por Xianbei en 346. Lo aceleró la mudanza de los chinos hasta el norte de Corea para mantener su control. El gran monje coreano Jinul escribió Xianbei escalvizó 50 000 hombres y mujeres incluso la reina y su madre después de que cautivó la capital de Goguryeo en 342.
Además, el debelador, rey Geunchogo de Baekje destruyó Pionyang, una de más grande ciudad de Goguryeo, matando el rey Gogukwon de Goguryeo en la batalla de Chiyang.
Para establecer la situación doméstica y consolidar la armonía de varias tribus, el rey Sosurim de Goguryeo proclamó nuevas leyes, aceptó el budismo como la religión de estado y fundó el instituto nacional llamado Taehak (태학, 太學) en 372. Como Goguryeo sufrió los ataques de Yan anterior y Baekje, Sosurim también practicaba las reformas militares.

### Zenit de Goguryeo (391-531)

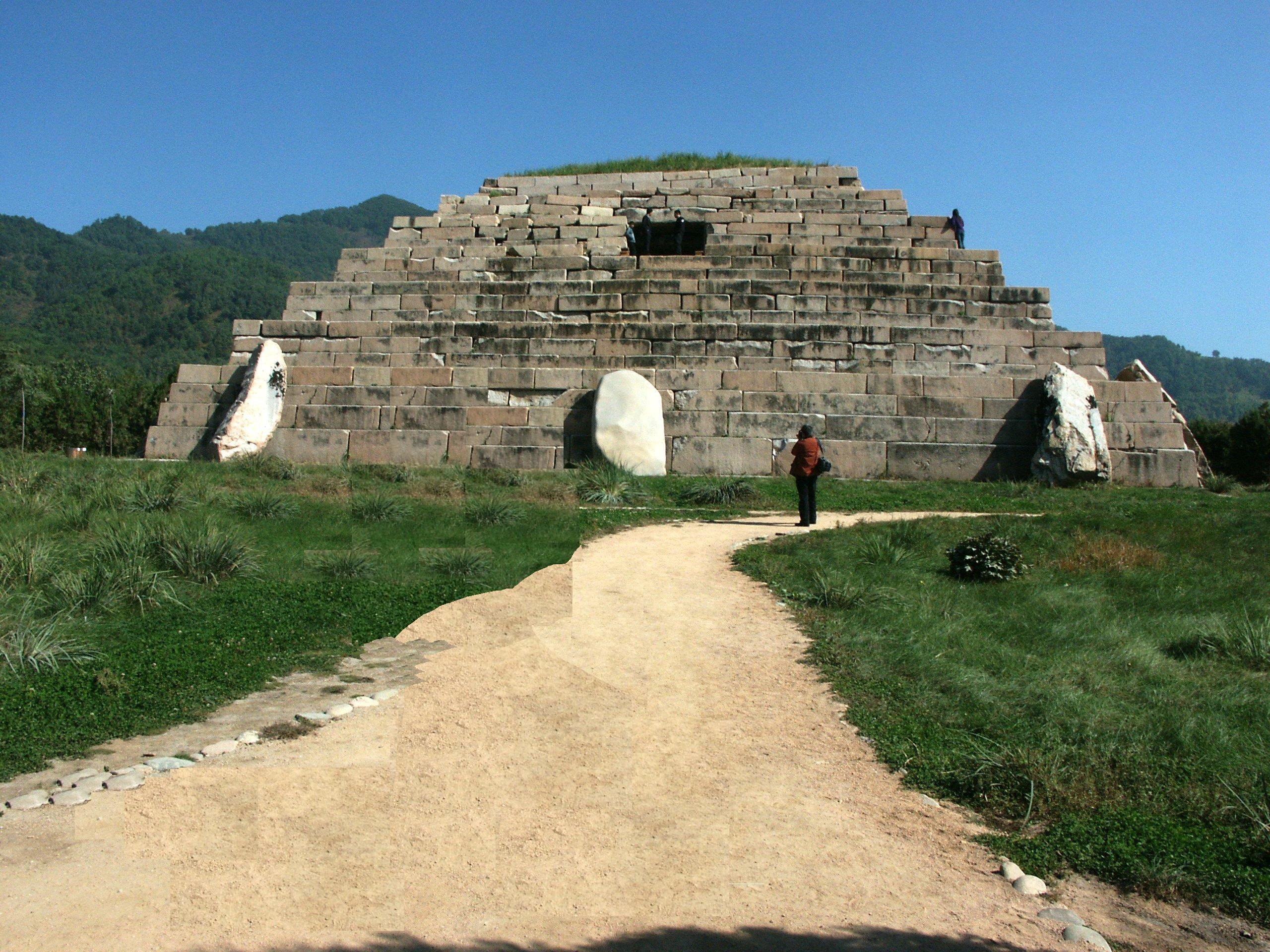
Una tumba real en Ji'an, Jilin construida por Goguryeo

Gwanggaeto el grande (391-412) fue un gigante conquistador que tenía fama de rápida expansión de su reino. La estela de Gwanggaeto grande escribe que el rey conquistó 64 fortalezas y 1400 aldeas contra Kitán y Baekje, y al oeste destruyó Yan posterior, ocupando la península Liaodong totalmente en 404. Al norte, Goguryeo ganó la mayoría parte de Buyeo y amplió su dominio sobre las tribus Mohe, mientras que al sur Gwanggaeto invadió al norte de Baekje, mandó refuerzos a Silla por la invasión de Wa (ahora Japón) bajo la condición de ser protegido, indirectamente resultando disolución de Gaya. Por lograr continuas victorias, Gwanggaeto pudo alcanzar flojo unificación en Corea durante 50 años. Al final de su reino, Goguryeo ocupó sur Manchuria y más de mitad de Corea.
Durante esta época, los territorios de Goguryeo incluyeron tres cuarto de Corea, sur de Manchuria (incluso Liaodong) y actual territorio ruso. Adaptó su nombre como "Yeongnak" (en alfabeto hangul: 영락), mostrando la misma nivel de fuerza con los chinos.
Su hijo, el rey Jangsu leventó la estela de Gwanggaeto en el actual Jilin, China, para recordar fruto de Gwanggaeto. Jangsu se coronó en 413 y se mudó a Pyeongyang que significa intenso conflictos entre tres reinos de Goguryeo, Baekje y Silla. El sucesor venció a lenta parte de Manchuria y el río Songhua, extendiendo su dominio hasta Mongol este.
Rey Munjamyeong (el nieto del rey Jangsu) ocupó la toda parte de Buyeo, ganando el más amplio territorio de Goguryeo que continuaba su influencia sobre Kitán, Malgal al noroeste, y Silla y Baekje al sur.
Espiando los conflictos internos, los nómadas llamados Köktürks atacaron al norte de Goguryeo, mientras que Baekje y Silla formaron alianza contra Goguryeo alrededor del río Han en 551.

### Conflictos en los siglosVIyVII
Goguryeo mantuvo continuos conflictos con las sucesivas dinastías chinas. La relación con Baekje o Silla era compleja porque se alternaban los períodos de tensión con las alianzas. Goguryeo fue aliado asimismo de los turcos celestiales (una confederación de pueblos túrquicos situada cerca de Mongolia).

#### Pérdida de valle del río Han
En 551, Baekje y Silla formaron una alianza militar para conquistar el valle en torno al río Han, una zona estratégica del centro de la península, considerada su «granero». Cuando Baekje consumió su fuerza en serie de batallas, las tropas de Silla de repente lo atacaron y se apoderaron del río en 553. Irritado por la acción de su aliado, el rey Seong de Baekje emprendió el contraataque, pero fue capturado y se mató.
La guerra en el centro de Corea tuvo importantes consecuencias: la derrota hizo de Baekje el menor de los tres reinos, mientras que Silla se apropió de la rica región y también se aseguró la ruta comercial con la China de los Tang, que facilitó la llegada de la cultura china al reino. La pérdida del acceso al territorio también debilitó a Goguryeo. La mejor comunicación entre Silla y China le permitió prescindir de Goguryeo como intermediario de los elementos tecnológicos y culturales chinos. El estrechamiento de las relaciones entre Silla y los Tang resultó fatal  para Goguryeo a finales del siglo VII.

#### Guerra Goguryeo-Sui
La expansión de Goguryeo tensó las relaciones con la dinastía Sui. Goguryeo precipitó la guerra con ella atacando Liaoxi; el contraataque del emperador Wen de Sui por tierra y mar fue un desastre. Las sucesivas ofensivas de los Sui  (598, 612-614) fueron otros tantos descalabros.
La peor campaña para los Sui fue la de 612, en la que, según la Historia de dinastía Sui, dice que los militares chinos emplearon treinta ejércitos y más de un millón de soldados. Nueve de ellos se apostaron  las murallas del norte de Goguryeo, superaron las defensas y se dirigieron seguidamente hacia la capital enemiga, Pionyang; donde los navíos de los Sui los esperaban con abastos y armas. No obstante, para cuando alcanzaron la ciudad, los ejércitos de Goguryeo habían vencido a la flota china, por lo que los ejércitos de tierra chinos quedaron privados de los necesarios suministros para abordar un asedio largo. El general Eulji Mundeok de Goguryeo los batió en una celada que preparó cerca de Pionyang. Posteriormente, en la batalla de Salsu, los coreanos abrieron una presa para impedir la retirada del enemigo. De los trescientos cinco mil soldado de los nueve ejércitos que habían atacado la capital coreana, se afirma que única dos mil setecientos lograron volver a China.
Las siguientes campañas, las de los años 613 y 614, también fracasaron. La del 613 hubo de anularse a causa de la rebelión del general Yang Xuangan contra el emperador Yang de Sui. La de 614 se canceló al aceptarse una tregua propuesta por el enemigo, que incluía la entrega del general Husi Zheng (斛斯政), que había abandonado el servicio imperial y se había refugiado en el reino coreano; el general fue ajusticiado. La creciente crisis de la dinastía frustró los planes del emperador para el año 615. Las rebeliones y los sucesivos fracasos contra Goguryeo habían socavado la autoridad de los Sui. Las provincias centrales del imperio se negaban a seguir colaborando en la guerra contra el reino coreano.
La derrota en la guerra contra Goguryeo tuvo una gran influencia en la caída de la dinastía Sui.

#### Guerra entre Goguryeo-Tang y la alianza Silla-Tang

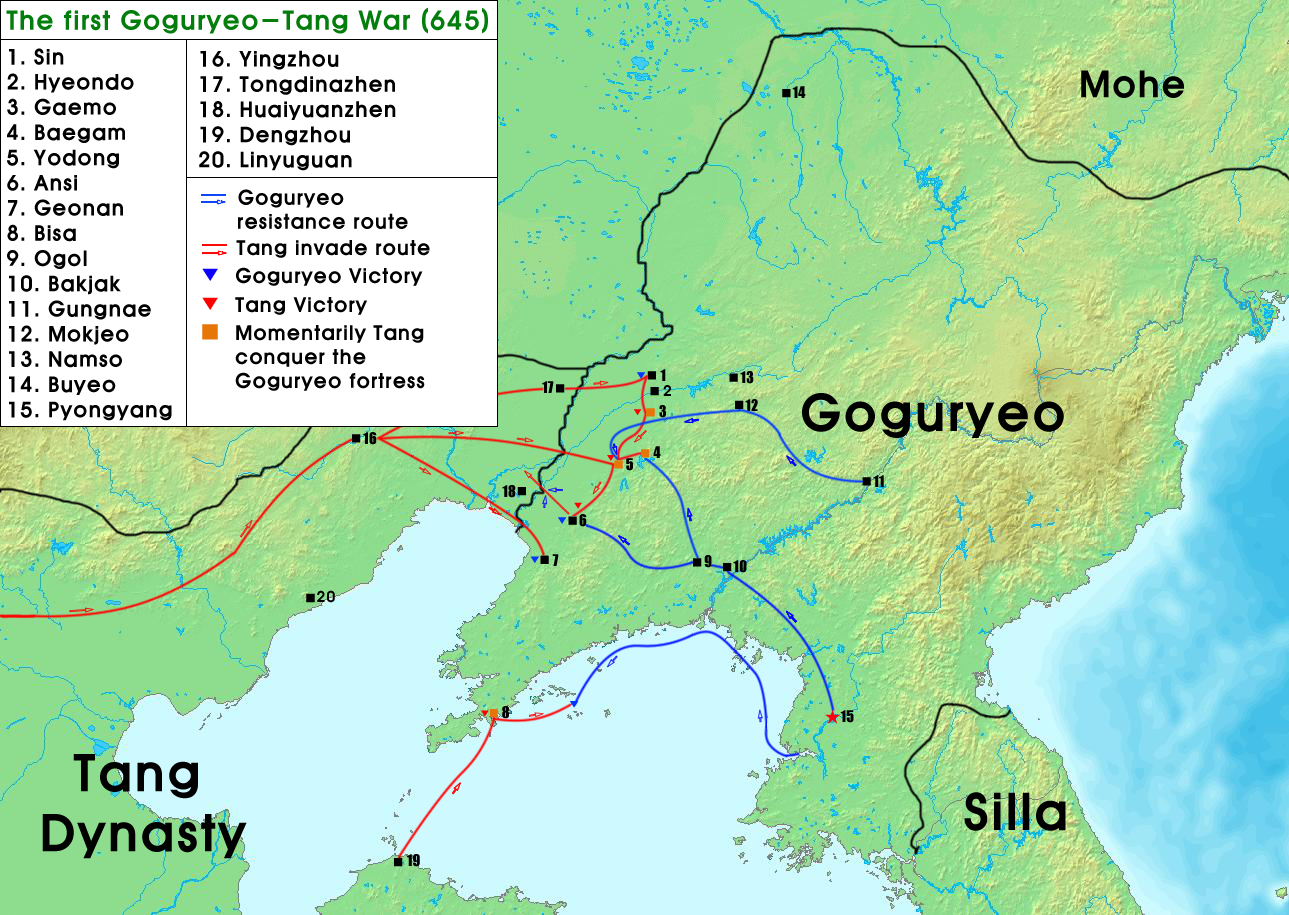
Primera campaña de Goguryeo-Tang guerra.

En 642, el rey Yeongnyu de Goguryeo dudaba de un general, Yeon Gaesomun, buscando una forma de matarlo. Al escucharlo, Yeon se rebeló contra la corte, mató al rey y a sus oficiales. Yeon declaró al sobrino del rey como el sucesor, ejerciendo su fuerza bajo el título de Dae Mangniji (대막리지, 大莫離支). Yeon continuó las ofensivas contra Tang china, provocando al emperador Taizong de Tang que voluntariamente dirigió los ataques contra Goguryeo en 645. Capturando las fuerzas en Liaoyang, Liaoning y también unas fortalezas, Tang finalmente avanzó a la fortaleza Ansi (安市, ahora Anshan, Liaoning) que fue el final destino a Pionyang. El general Yang Manchun de Goguryeo se defendió contra las fuerzas chinas hasta el otoño e invierno cuando los combates acabaron. después de muerto de Taizong de Tang en 649, Tang envió las tropas otra vez a Goguryeo pero no vencieron debido a los defensivos por Yeon Gaesomun.

### Caída
El aliado reino de Goguryeo, Baekje se cayó por la alianza de Silla-Tang en 660 que excelaró marchas de la alianza a Goguryeo durante los próximos ocho años.
En el verano de 666, Yeon Gaesomun murió, resultando los conflictos entre sus hijos sobre el puesto Dae magniji. El emperador Gaozong de Tang lo consideraba una oportunidad y envió las tropas.
En 667, los chinos cruzaron el río Liao y ocupó la región Sinseong(新城, ahorita Fushun, Liaoning). Luego Tang ganó sucesivamente por contraataque de Yeon Namgeon. En 668, las fuerzas chinas avanzaron a una ciudad importante, Buyeo (扶餘, ahora Siping, Jilin). A medida que se apropió nortes regiones gradualmente, los chinos pudieron cruzar el río Yalu (la frontera entre Corea del Norte y China), empezando atacos a la capital, Pionyang con las fuerzas de Silla.
Yeon Namsan y el rey Bojang se rindieron, mientras que su otro hermano Yeon Namgeon continuaba resistencia dentro de la capital. Su general Shin Seng iba traidor contra Yeon, abriendo la puerta del castillo, lo que significa completa caída de Goguryeo por Tang-Silla en el otoño de 668.
Después de ganar el territorio de Goguryeo, Tang cambió su punto contra Silla para controlar toda parte de Goguryeo, designando el general Xue Rengui como el gobernante. Como Silla no pude ganar los territorios de Goguryeo y también de Baekje, la resistencia era fuerte en largo tiempo. En 669, el emperador de Gaozong ordenó emigración forzada de la gente de Goguryeo entre Yangtsé y Huai o al sur de Qinling y oeste de Chang'an(La capital de Tang). El control de Tang causionó la guerra entre Silla y Tang.

#### Resurrección
Después de la caída de Goguryeo en 668, la gente de Goguryeo continuaba la resistencia contra la alianza Silla-Tang. Se ocurrió notablemente por Geom Mojam, Dae Jung-sang, y otros generales. La dinastía Tang trató de establecer unas estructuras de vasallo en el dominio de Goguryeo pero se falleció.
En 677, Tang designó al rey Bojang de Goguryeo como "Rey de Joseon", dejando el manejo de la región Liaodong. Sin embargo, rey Bojang activamente apoyó a la fuerza de resistencia por organizar la gente de Goguryeo y unirse con las tribus de Mohe, que resultó a la expulsión de Bojang a Szechuan en 681.
Los Tang establecieron una organización colonial enviando al general Xue Rengui como virrey y luego Bojang ascendió al puesto de rey debido a la respuesta negativa. Finalmente, sus descendientes continuaron desempeñando el papel de gobernadores. Los descendientes de estos declararon la independencia de los Tang, en la fortaleza Anshi y también la región de Shandong, China. La organización china cambió el nombre de esta parte a Goguryeo menor y se integró a Balhae durante el reinado de Seon de Balhae.
Dae Jung-sang y su hijo Dae Joyeong, ambos los generales de Goguryeo recuperaron la mayoría parte de Goguryeo y estableció el reino Balhae. Entonces Silla ocupaba el territorio bajo del río Daedong (Pyeongyang) y se controlaba por Balhae sobre esta región incluso Manchuria. Balhae considera lo mismo como el sucesor de Goguryeo.
En el principio del siglo Ⅹ, Gung-ye dirigió a series de rebelión y fundó al estado "Hu-Goguryeo" ("Posterior Goguryeo").

## Cultura

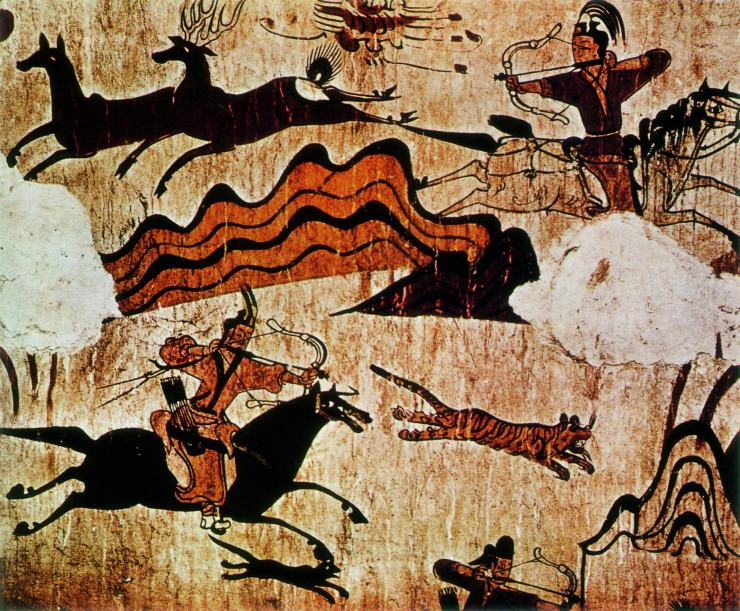
Mural de una tumba de Goguryeo

La cultura de Goguryeo estuvo definida por su clima, religión y la tensión que la sociedad tenía que soportar debido a las numerosas guerras declaradas por este reino. Muchos registros culturales de Goguryeo se han perdido, por lo que se desconocen muchos aspectos de su cultura.

### Estilo de vida
Los habitantes de Goguryeo vestían con un traje predecesor del hanbok moderno, al igual que la gente de los otros tres reinos. En diversos murales y obras de arte se representan bailarines vestidos con trajes muy elaborados de color blanco. 

### Festivales y pasatiempos
La gente de Goguryeo dedicaba la mayor parte de su tiempo de ocio a actividades como beber, bailar o cantar. Algunos juegos como la lucha tradicional coreana Ssirum (씨름) resultaban muy interesantes y atraían la atención de muchos espectadores curiosos.
Cada octubre se celebraba el Festival Dongmaeng, un festival cuya finalidad era adorar a los dioses. Las ceremonias de adoración eran sucedidas por fiestas de celebración, juegos y otras actividades. A menudo, el rey practicaba ritos a sus ancestros.
La caza era considerada una actividad para hombres, y también servía como método de entrenamiento militar para los jóvenes. Los grupos de caza montaban a caballo y cazaban ciervos u otros animales utilizando un arco y flechas. También se celebraban competiciones de tiro con arco. Montar a caballo era una actividad muy común, y Goguryeo desarrolló importantes habilidades militares debido a su fuerte caballería.

### Religión
La gente de Goguryeo adoraba a sus ancestros y los consideraban sobrenaturales. Jumong, el fundador de Goguryeo, era adorado y respetado por todos. En el festival anual de Dongmaeng, se realizaban ritos religiosos para Jumong, los ancestros y los dioses.

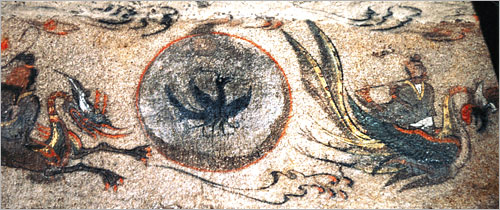
Pájaro de tres patas representado en un mural

También se mantenía la creencia religiosa en ciertas bestias y animales míticos, que eran considerados sagrados. El fénix y el dragón eran objeto de adoración, mientras que el pájaro chino de tres piernas de la dinastía Zhou, era considerada la bestia sagrada más poderosa de las tres. Aún hoy se conservan pinturas de estas bestias míticas en las tumbas de los reyes de Goguryeo.
El budismo se introdujo en Goguryeo en el año 372. El gobierno reconoció y apoyó las enseñanzas budistas, y se construyeron muchos monasterios y santuarios durante el reinado de Goguryeo, haciendo de Goguryeo el primer reino de la región en aceptar el budismo. Sin embargo, el Budismo se empezó a volver mucho más popular en los reinos de Silla y Baekje tras recibir influencias religiosas de Goguryeo.

### Impacto cultural

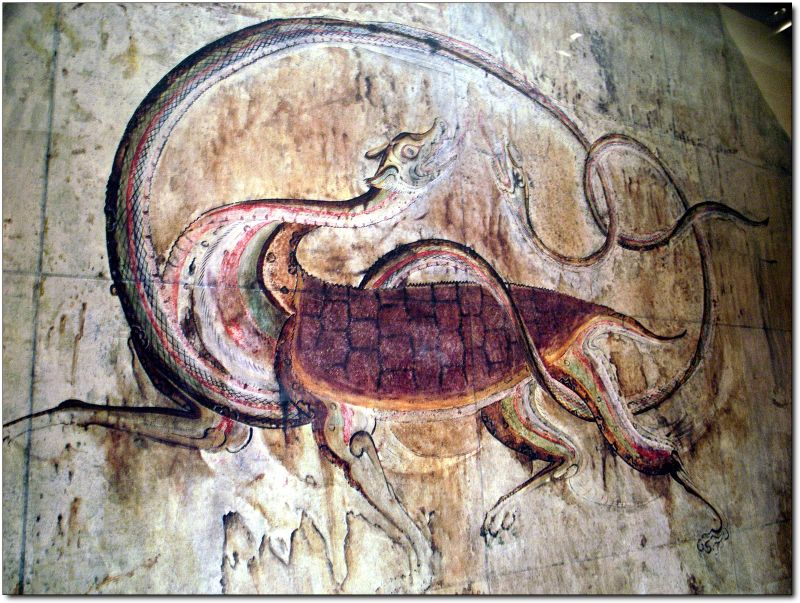
Pintura mural en una tumba de Goguryeo

El arte de Goguryeo, conservado mayormente en las pinturas de las tumbas, destaca por el vigor de sus imágenes. En las tumbas y otros murales se puede apreciar un arte bien detallado. Muchas de las expresiones artísticas de este reino recibieron importantes influencias de las regiones del norte de China y el noreste de Asia.
En la cultura moderna coreana se pueden encontrar herencias de la cultura de Goguryeo. Como por ejemplo el Hanbok (traje tradicional coreano) o el sistema de calefacción de suelo.

### Lengua
La lengua de Goguryeo es poco conocida, y se conoce solo por un puñado de palabras. En principio parece una lengua emparentada con el coreano, y posiblemente el japonés antiguo. Algunos lingüistas han propuesto que todas esas lenguas formarían parte de la familia fuyu, aunque dicha hipótesis es controvertida y se sigue discutiendo su validez.